# Kuja carcassoni
Kuja carcassoni är en fjärilsart som beskrevs av Paul E. Whalley 1971. Kuja carcassoni ingår i släktet Kuja och familjen Thyrididae. Inga underarter finns listade i Catalogue of Life.